# Tatranská Polianka

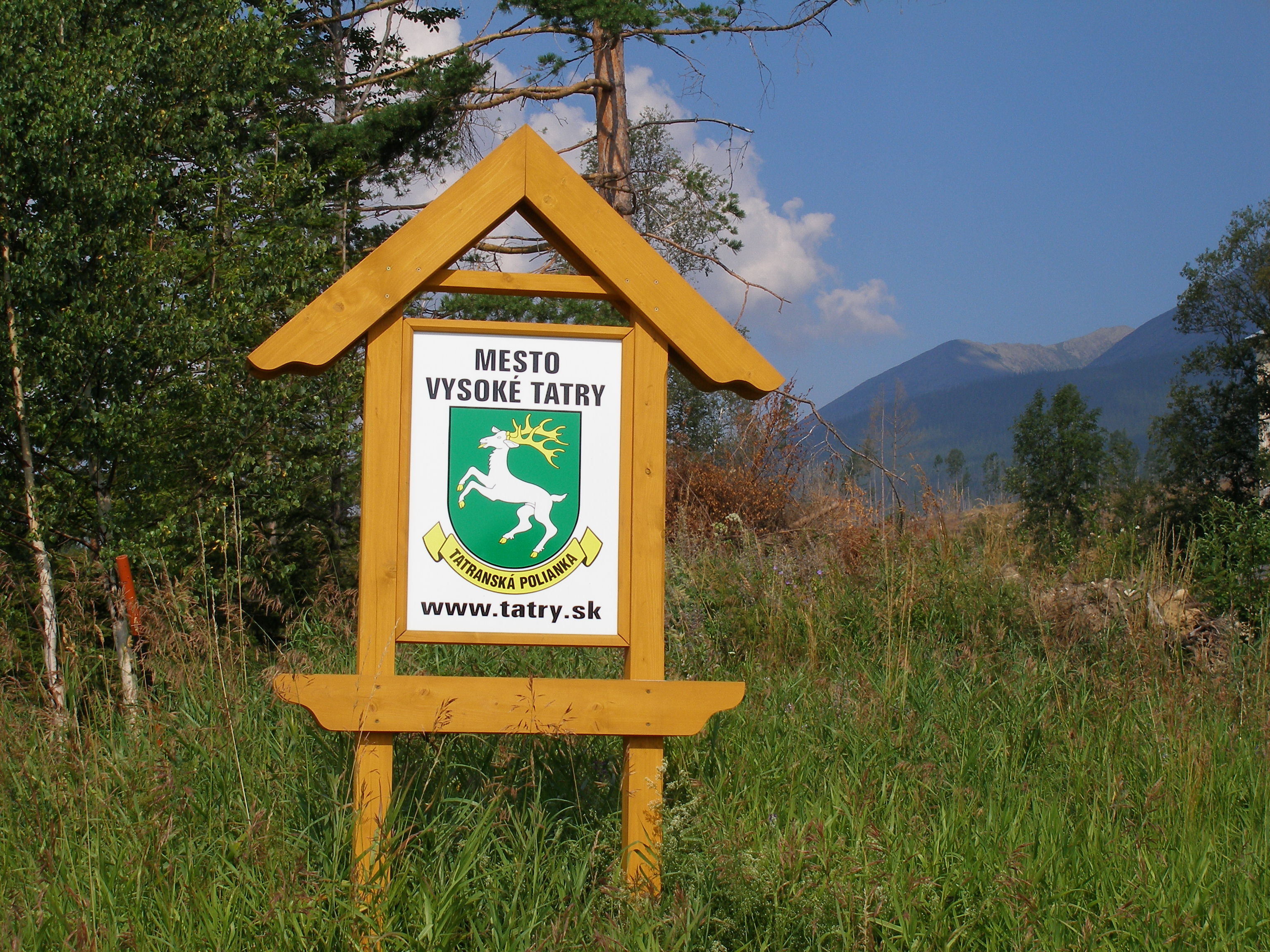
Emblém Tatranské Polianky

Tatranská Polianka je slovenská léčebná osada v ústí Velické doliny ve Vysokých Tatrách, ležící na jihozápadních úbočích Slavkovského štítu v nadmořské výšce 1 005 m n. m. Rozkládá se na obou stranách Cesty Slobody mezi Starým Smokovcem a Štrbským Plesem. Z osady směrem na jih odbočuje vedlejší silnice do Svitu.

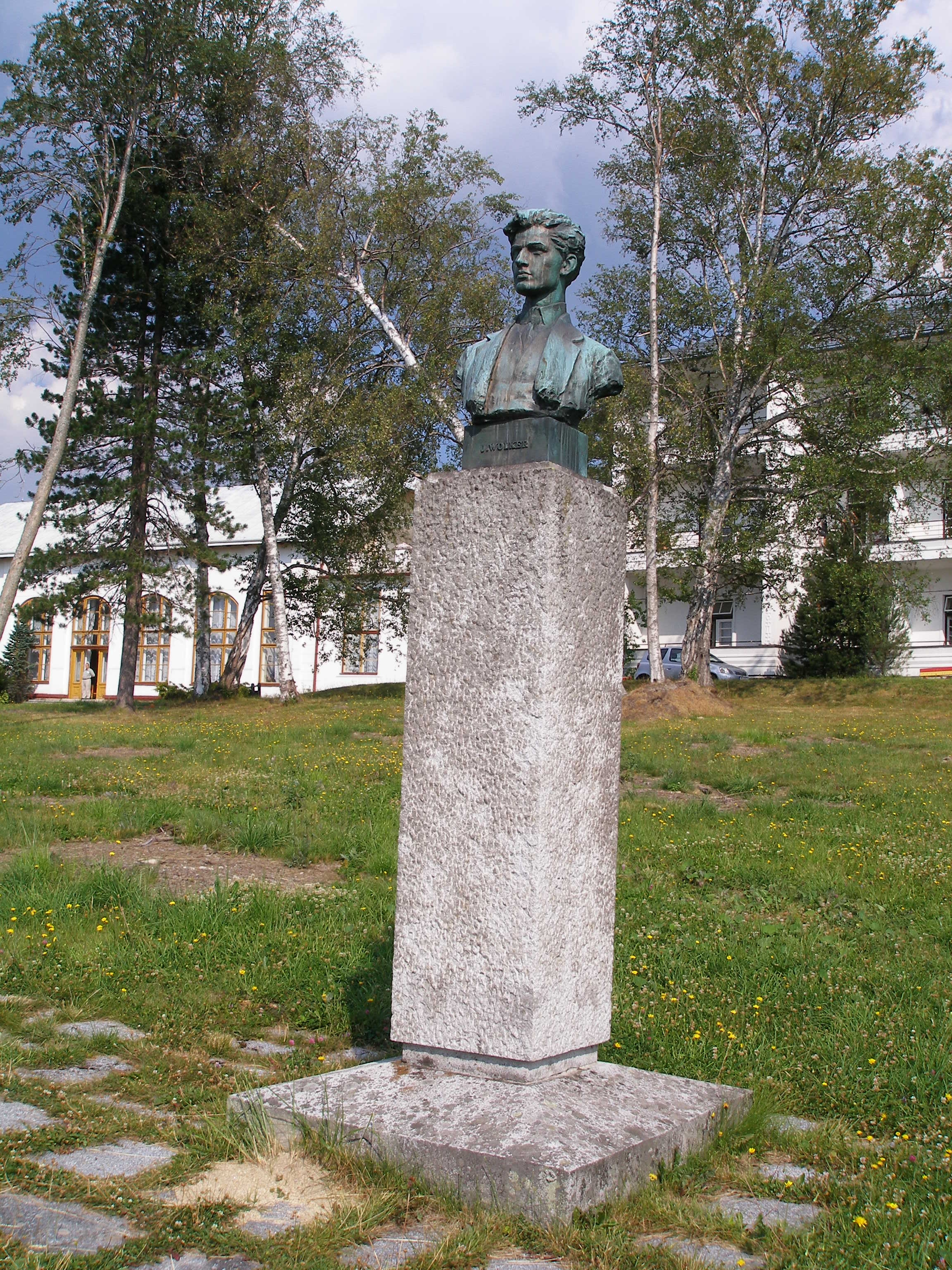
Jiří Wolker

## Historie
Tatranská Polianka patří mezi nejstarší tatranské osady. Zdejší okolí bylo osídleno už v pravěku.
Na přilehlé Žluté stěně (1 020 m n. m.), čelní moréně Velické doliny, existovalo okolo přelomu našeho letopočtu opevněné sídliště lidu Púchovské kultury. Prostor, na kterém později vyrostla Tatranská Polianka se už před tím nazýval Polianka. Původní, a do konce první světové války, hodně používaný název byl odvozen z příjmení jejího zakladatele Weszterovo. Úřední název od začátku 90. let 19. století až do konce uherského státu zněl Széplak – Pekný Domov. Osadě pak po vzniku Československa přiznali v roce 1919 místní název, který byl odvozen z historického pomístního názvu Polianka ve znění Tatranská Polianka.

## Výstavba léčebny

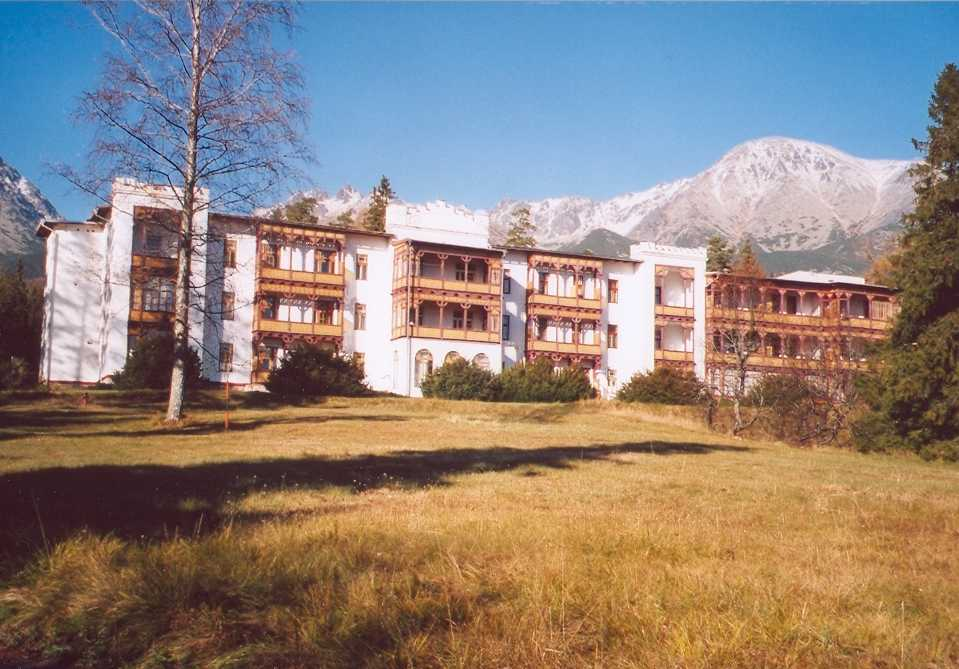
Sanatorium Dr. Guhra

### Do roku 1900
V roce 1881 koupili velkoslavkovští švagři Pavol Weszter, Michal Guhr a Samuel Nitsch od potomků Mariassových louku zvanou Polianka, na které už od 70. let 19. století stála gerlachovská obecní horáreň (jednoduchá horská bouda). V roce 1884 dal Pavol Weszter nedaleko ní postavit loveckou horskou chatu, ve které poskytoval občerstvení pro tehdejší turisty. Tato chata s tehdejším názvem Sosna slouží dodnes rekreačním účelům.
V roce 1888 vznikly tři dřevěné hrázděné turistické domy Mariana, Themis (podle starořecké bohyně spravedlnosti, zákonnosti a pořádku, obvykle zobrazované se zavázanýma očima, váhami a rohem hojnosti) a Tusculum (zde podle starověkého města ve středoitalském Latiu), podle projektů spišskosobotského architekta Gedeona Majunkeho. Dnes tyto budovy patří minulosti.
Velká budova, postavená v roce 1893, která sloužila jako restaurace, stojí dodnes u zatáčky Cesty Slobody směrem na Starý Smokovec. Další budova byla postavena roku 1894 pod názvem Millenium, potom Dukla, dnes Mariana. Od roku 1903 tu také stál i lázeňský dům s dnešním názvem Limba vybavený ústředním topením.
Osada měla zpočátku charakter odpočinkového bodu na cestě mezi oběma Smokovci a Štrbským Plesem. Sloužila také k
rekonvalescenci a zároveň i jako turistické východiště do Velické doliny a jejího okolí.
Toto podnikání však Pavola Wesztera neuspokojovalo a na podkladě léčebných výsledků z Nového Smokovce, se postaral o to, aby jeho synovec a syn jednoho ze zakladatelů osady Michal Guhr mladší, vystudoval medicínu. Po dostudování a náležité praxi pak Michal Guhr vedl od roku 1902 klimatické sanatorium.

### Před první světovou válkou
V roce 1903 přibyla budova Tivoli (dnešní Orava). V letech 1906–1908 byla vybudována první část sanatoria a bylo zavedeno i vnější elektrické osvětlení celé osady.
V roce 1910 dobudovali velkou jídelnu a v roce 1912 bylo zavedeno ústřední topení do všech budov. V témže roce získala Tatranská Polianka i železniční spojení.

### Meziválečné období
Po 1. světové válce došlo k modernizaci existujících zařízení a k nové výstavbě. V letech 1919–1920 byla uskutečněna rozsáhlá rekonstrukce hlavně vnitřního zařízení, které bylo ve všech budovách podřízeno potřebám léčby pacientů. Roku 1924 byla provedena dostavba sanatoria do dnešní podoby staré budovy. Byla zde zřízena kanalizace a vodovod. Kuchyně s jídelnou byla dobudována v roce 1910, nové sanatorium bylo postaveno v roce 1932 a kavárna se společenskými místnostmi a vstupní halou byla dobudována v roce 1934. V roce 1933 Dr. Guhr zemřel a sanatorium pak po něm převzal Dr. Nitsch a po něm pak národní správa.

### Po druhé světové válce
V roce 1948 sanatorium převzalo Ředitelství pro cestovní ruch (slovensky:Riaditeľstvo pre cestovný ruch).
V letech 1945–1950 zde byla potlačena léčebná funkce sanatoria a více byl preferován rekreační charakter. V roce 1948 bylo sanatorium Dr. Guhra znárodněno. Dne 1. května 1948 ho převzala Státní zdravotní správa a připojila k němu blízký bývalý penzión Dezidera Reicherta (dnes Tatranský Domov) postavený v roce 1912 a předurčila ho pro léčbu tuberkulózy. Po ústupu výskytu tuberkulózy pak od roku 1975 byl ústav přeměněn na zdravotnické zařízení určené pro léčbu nespecifických chorob horních cest dýchacích.
Kromě léčebných zařízení zde byly postaveny i další budovy: vila Hermína (dnes Detva) v roku 1914, vila Kuntsch (dnes Turiec) v roku 1932. V letech 1953–1970 proběhla rekonstrukce a přestavba staré budovy, byly vybudovány kotelny a inženýrské sítě. Z novějších staveb přibyly bytovky z roku 1970 a další pak v roce 1983, svobodárna a služby s kavárnou z roku 1985. V roce 1991 byla dokončena rekonstrukce budovy Mariana. Jako poslední proběhla rekonstrukce budovy Orava.
Po druhé světové válce bylo Sanatorium Dr. Guhra přejmenováno na Wolkerův odborný léčebný ústav tuberkulózy a respiračních chorob. K původnímu názvu se Sanatórium Dr. Guhra, n.o. vrátilo 13. listopadu 2003 transformací ze slovenské státní příspěvkové organizace na neziskovou organizaci, poskytující všeobecně prospěšné služby.

## Léčba v Tatranské Poliance
V roce 1898 bylo turistické letovisko v Tatranské Poliance změněno na léčebný podnik, pod vedením Dr. Michala Guhra.
Zdejší léčba byla zaměřena na fyzikální léčebné metody a to zejména na klimatoterapii, vodoléčbu
a elektroléčbu. Léčila se zde také nervová onemocnění, choroby štítné žlázy a chudokrevnost.
Po 1. světové válce začali být přijímáni pacienti s TBC, kteří byli z infekčních důvodů od ostatních osob izolováni v budově Tivoli. Systematická léčba tuberkulózy byla zahájena v roce 1950 za nepříznivých podmínek, kdy chybělo vybavení pro diagnostiku a terapii. Léčebna byla postupně dobudovávána po medicínské stránce tak, aby mohla sloužit pro komplexní léčbu. Zpočátku šlo o éru klidové léčby a doznívajíci kolapsoterapie, zhruba od roku 1950 do roku 1956. Klidová léčba spočívala v tom, že pacienti kromě nočního spánku leželi denně 8-9 hodin na lůžku. Účinným terapeutickým zákrokem bylo zakládání pneumothoraxu a pneumoperitonea, z chirurgických zákroků thorakoplastika, pneumolýza a plombáž. V tomto období začaly být aplikovány STM, PAS a INH. Těchto léků byl však nedostatek. Roky 1956 až 1960 se pak staly érou aktivní chirurgické léčby, zejména léčby resekční. Samotné sanatorium ale nemělo vlastní chirurgické oddělení, pacienti se zde pouze připravovali na chirurgický zákrok a po provedeném zákroku se zde posléze i doléčovali. V letech 1960 až 1970 začala být intenzívně využívána AT léčba. Toto období se stalo dobou, kdy došlo k výraznému úbytku této choroby.
Od začátku 70. let 20. století se v sanatoriu léčili pacienti s nespecifickými respiračními chorobami jako astma, chronická bronchitida, různé druhy alergií a podobně.

## Léčené osobnosti
- Michal Guhr (1873 – 1934), lékař
- Andor Borúth (1873 – 1955), malíř
- Jiří Wolker (1900 – 1924), básník